# Preutești
Preutești es una comuna ubicada en el distrito de Suceava, Rumania.

## Superficie
Posee una superficie de 69,98 kilómetros cuadrados.

## Demografía
Hasta 2021 la población era de 6682 habitantes, con una densidad de población de 95,48 habitantes por kilómetro cuadrado.